# Aeroportul Swift Current
Aeroportul Swift Current (IATA: YYN, ICAO: CYYN) este un aeroport din Saskatchewan, Canada. Aeroportul a fost tranzitat în 2011 de 0 pasageri.
Situat la o altitudine de 817 m, aeroportul dispune de o singură pistă.